# Phaonia submontana
Phaonia submontana är en tvåvingeart som beskrevs av Ma 1992. Phaonia submontana ingår i släktet Phaonia och familjen husflugor.
Artens utbredningsområde är Shanxi (Kina). Inga underarter finns listade i Catalogue of Life.